# TV-producenterna
Föreningen Sveriges TV-producenter ek. för. eller i dagligt tal TV-producenterna samlar Sveriges fristående producenter av TV-program. Föreningen har funnits sedan 1999 och representerar mer än 90 procent av den produktion som sker utanför TV-kanalerna. Man samarbetar med Föreningen Sveriges Filmproducenter och delar kansli med dem och med FRF i Filmhuset i Stockholm.